# Isòtops del bari
El bari (Ba) natural és una barreja de set isòtops estables. Hi ha vint-i-dos isòtops coneguts, però la majoria són altament radioactius i tenen períodes de semidesintegració que varien entre els mil·lisegons a alguns minuts. L'única excepció remarcable és el 133Ba amb un període de semidesintegració de 10,51 anys i el 137mBa amb 2,55 minuts.

Massa atòmica estàndard: 137.327(7) u

## Taula
| Símbol del núclid | Z(p)                | N(n)                | massa isotòpica(u)  | període de semidesintegració | Espín nuclear | composició isotòpics representativa (fracció molar) | rang de variació natural (fracció molar) |
| Símbol del núclid | energia d'excitació | energia d'excitació | energia d'excitació | període de semidesintegració | Espín nuclear | composició isotòpics representativa (fracció molar) | rang de variació natural (fracció molar) |
| ----------------- | ------------------- | ------------------- | ------------------- | ---------------------------- | ------------- | --------------------------------------------------- | ---------------------------------------- |
| 114Ba             | 56                  | 58                  | 113.95068(15)       | 530(230) ms [0.43(+30-15) s] | 0+            |                                                     |                                          |
| 115Ba             | 56                  | 59                  | 114.94737(64)#      | 0.45(5) s                    | (5/2+)#       |                                                     |                                          |
| 116Ba             | 56                  | 60                  | 115.94138(43)#      | 1.3(2) s                     | 0+            |                                                     |                                          |
| 117Ba             | 56                  | 61                  | 116.93850(32)#      | 1.75(7) s                    | (3/2)(+#)     |                                                     |                                          |
| 118Ba             | 56                  | 62                  | 117.93304(21)#      | 5.2(2) s                     | 0+            |                                                     |                                          |
| 119Ba             | 56                  | 63                  | 118.93066(21)       | 5.4(3) s                     | (5/2+)        |                                                     |                                          |
| 120Ba             | 56                  | 64                  | 119.92604(32)       | 24(2) s                      | 0+            |                                                     |                                          |
| 121Ba             | 56                  | 65                  | 120.92405(15)       | 29.7(15) s                   | 5/2(+)        |                                                     |                                          |
| 122Ba             | 56                  | 66                  | 121.91990(3)        | 1.95(15) min                 | 0+            |                                                     |                                          |
| 123Ba             | 56                  | 67                  | 122.918781(13)      | 2.7(4) min                   | 5/2(+)        |                                                     |                                          |
| 124Ba             | 56                  | 68                  | 123.915094(13)      | 11.0(5) min                  | 0+            |                                                     |                                          |
| 125Ba             | 56                  | 69                  | 124.914473(12)      | 3.5(4) min                   | 1/2(+#)       |                                                     |                                          |
| 126Ba             | 56                  | 70                  | 125.911250(13)      | 100(2) min                   | 0+            |                                                     |                                          |
| 127Ba             | 56                  | 71                  | 126.911094(12)      | 12.7(4) min                  | 1/2+          |                                                     |                                          |
| 127mBa            | 80.33(12) keV       | 80.33(12) keV       | 80.33(12) keV       | 1.9(2) s                     | 7/2-          |                                                     |                                          |
| 128Ba             | 56                  | 72                  | 127.908318(11)      | 2.43(5) d                    | 0+            |                                                     |                                          |
| 129Ba             | 56                  | 73                  | 128.908679(12)      | 2.23(11) h                   | 1/2+          |                                                     |                                          |
| 129mBa            | 8.42(6) keV         | 8.42(6) keV         | 8.42(6) keV         | 2.16(2) h                    | 7/2+#         |                                                     |                                          |
| 130Ba             | 56                  | 74                  | 129.9063208(30)     | ESTABLE [>4.0E+21 a]         | 0+            | 0.00106(1)                                          |                                          |
| 130mBa            | 2475.12(18) keV     | 2475.12(18) keV     | 2475.12(18) keV     | 9.54(14) ms                  | 8-            |                                                     |                                          |
| 131Ba             | 56                  | 75                  | 130.906941(3)       | 11.50(6) d                   | 1/2+          |                                                     |                                          |
| 131mBa            | 187.14(12) keV      | 187.14(12) keV      | 187.14(12) keV      | 14.6(2) min                  | 9/2-          |                                                     |                                          |
| 132Ba             | 56                  | 76                  | 131.9050613(11)     | ESTABLE [>300E+18 a]         | 0+            | 0.00101(1)                                          |                                          |
| 133Ba             | 56                  | 77                  | 132.9060075(11)     | 10.51(5) a                   | 1/2+          |                                                     |                                          |
| 133mBa            | 288.247(9) keV      | 288.247(9) keV      | 288.247(9) keV      | 38.9(1) h                    | 11/2-         |                                                     |                                          |
| 134Ba             | 56                  | 78                  | 133.9045084(4)      | ESTABLE                      | 0+            | 0.02417(18)                                         |                                          |
| 135Ba             | 56                  | 79                  | 134.9056886(4)      | ESTABLE                      | 3/2+          | 0.06592(12)                                         |                                          |
| 135mBa            | 268.22(2) keV       | 268.22(2) keV       | 268.22(2) keV       | 28.7(2) h                    | 11/2-         |                                                     |                                          |
| 136Ba             | 56                  | 80                  | 135.9045759(4)      | ESTABLE                      | 0+            | 0.07854(24)                                         |                                          |
| 136mBa            | 2030.466(18) keV    | 2030.466(18) keV    | 2030.466(18) keV    | 308.4(19) ms                 | 7-            |                                                     |                                          |
| 137Ba             | 56                  | 81                  | 136.9058274(5)      | ESTABLE                      | 3/2+          | 0.11232(24)                                         |                                          |
| 137m1Ba           | 661.659(3) keV      | 661.659(3) keV      | 661.659(3) keV      | 2.552(1) min                 | 11/2-         |                                                     |                                          |
| 137m2Ba           | 2349.1(4) keV       | 2349.1(4) keV       | 2349.1(4) keV       | 0.59(10) µs                  | (17/2-)       |                                                     |                                          |
| 138Ba             | 56                  | 82                  | 137.9052472(5)      | ESTABLE                      | 0+            | 0.71698(42)                                         |                                          |
| 138mBa            | 2090.54(6) keV      | 2090.54(6) keV      | 2090.54(6) keV      | 800(100) ns                  | 6+            |                                                     |                                          |
| 139Ba             | 56                  | 83                  | 138.9088413(5)      | 83.06(28) min                | 7/2-          |                                                     |                                          |
| 140Ba             | 56                  | 84                  | 139.910605(9)       | 12.752(3) d                  | 0+            |                                                     |                                          |
| 141Ba             | 56                  | 85                  | 140.914411(9)       | 18.27(7) min                 | 3/2-          |                                                     |                                          |
| 142Ba             | 56                  | 86                  | 141.916453(7)       | 10.6(2) min                  | 0+            |                                                     |                                          |
| 143Ba             | 56                  | 87                  | 142.920627(14)      | 14.5(3) s                    | 5/2-          |                                                     |                                          |
| 144Ba             | 56                  | 88                  | 143.922953(14)      | 11.5(2) s                    | 0+            |                                                     |                                          |
| 145Ba             | 56                  | 89                  | 144.92763(8)        | 4.31(16) s                   | 5/2-          |                                                     |                                          |
| 146Ba             | 56                  | 90                  | 145.93022(8)        | 2.22(7) s                    | 0+            |                                                     |                                          |
| 147Ba             | 56                  | 91                  | 146.93495(22)#      | 0.893(1) s                   | (3/2+)        |                                                     |                                          |
| 148Ba             | 56                  | 92                  | 147.93772(9)        | 0.612(17) s                  | 0+            |                                                     |                                          |
| 149Ba             | 56                  | 93                  | 148.94258(21)#      | 344(7) ms                    | 3/2-#         |                                                     |                                          |
| 150Ba             | 56                  | 94                  | 149.94568(43)#      | 300 ms                       | 0+            |                                                     |                                          |
| 151Ba             | 56                  | 95                  | 150.95081(43)#      | 200# ms [>300 ns]            | 3/2-#         |                                                     |                                          |
| 152Ba             | 56                  | 96                  | 151.95427(54)#      | 100# ms                      | 0+            |                                                     |                                          |
| 153Ba             | 56                  | 97                  | 152.95961(86)#      | 80# ms                       | 5/2-#         |                                                     |                                          |